# 座席指定券
座席指定券（ざせきしていけん）とは、座席を指定することによりその座席を確保する権利をもつ証券の一つである。
一般的には、交通機関やホール・劇場等で、日時や座席を指定して発行される切符を指す。
狭義には乗車券・特急券・入場券等と別立てで座席の指定のみを行う券面を指すが、広義にはそのような券面のみならず、座席指定も行う乗車券・特急券・入場券等も含められる。
鉄道以外の公共交通機関の場合、定員を超える乗客を乗せる事が法令上禁じられている。従って、それ以上の乗客があった場合、ないしはそれを見込まれる場合に発行する。発行の可否は最終的には当該交通機関運営者に委ねられているが、交通機関運営者が認めた場合に、1人ないしは1組を以て1つの座席を指定して発行する。

## 鉄道の座席指定券
鉄道の場合、列車の種類ないしは予定の有無により発行される場合がある。
普通列車の場合、一般に列車・座席の指定をされないが、団体旅行の場合や一部の観光列車の場合には列車・座席の指定をされることが多い。団体旅行の場合では構内整理などのためであるが、一部の観光列車の場合には「座席の確保」という点でサービスと見なされ、これの対する対価として徴収する場合が多い。
狭義には乗車券・特急券・急行券等とは別立ての座席指定を行う券面を指すが、広義には特急料金等に座席指定が包含された特急券等を指す。ただし広義においても、運賃に座席指定が含まれて乗車券が座席指定を行う場合はごく一部である。

### JR

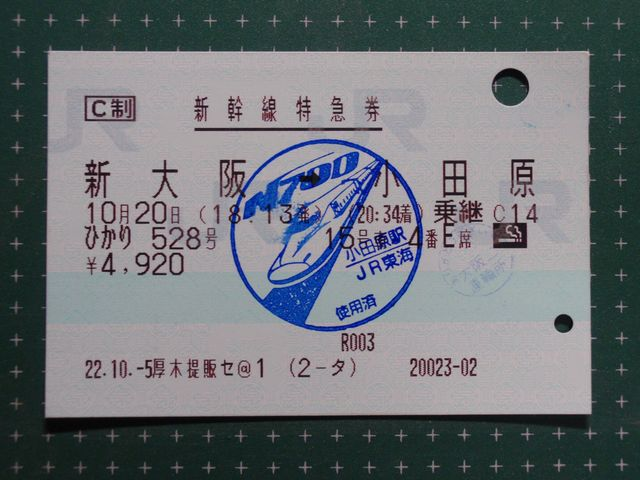
新幹線の指定席券（新幹線特急券）

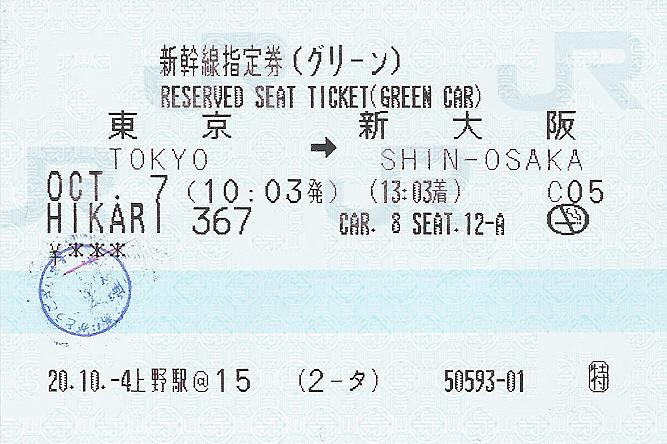
指のみ券（図は英語で発券している）

JRの場合、狭義には（狭義の）急行列車及び普通列車（快速列車を含む）の普通車指定席の指定席券のみを指す。JRの急行券は券自体には座席指定の効力がないので、急行の普通車指定席を利用する場合は急行券とは別に指定席券が必要となる。また普通列車の普通車指定席を利用する場合も指定席券が必要となる。
新幹線を含む特急列車で普通車指定席を利用する場合は特別急行券の一種である指定席特急券が、優等列車・普通列車を問わずグリーン車の指定席を利用する際はグリーン券の一種である指定席グリーン券が、寝台車を利用する場合は寝台券が必要である。広義にはこれら座席（寝台）を指定するきっぷ全体が座席指定券といえる。以上については当該項目を参照のこと。
基本的に定員制をとるホームライナー等にも列車によっては席番が指定されているため、この場合は乗車整理券を事実上座席指定券の一種とみなせるが、JR旅客各社の営業施策上指定券に含まれていない。
新幹線や特急列車に乗車できる特別企画乗車券では、購入時は座席が指定されておらず、乗車前に座席の指定を受けてから使用する。このときに発行される座席指定券を「指ノミ券（しのみけん）」と呼ぶことがある。
また、新幹線で改札を出ず2列車以上を乗り継ぐ場合も、全区間の特急券（いわゆる「席なし特急券」）と「指ノミ券」を組み合わせて発行されることがある。この場合、特急券には「指定券発行」が表示される。自動改札を通る際は乗車券と特急券のみ通す。

#### 歴史

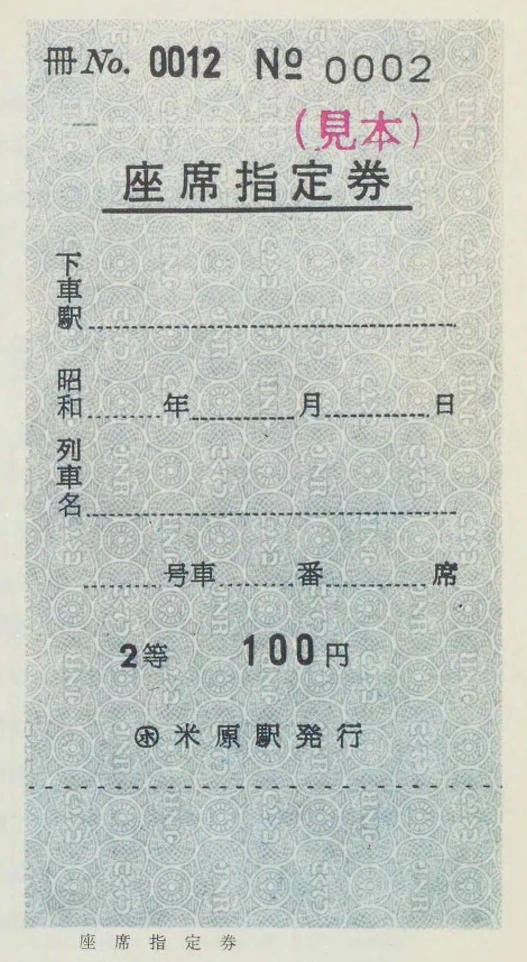
国鉄 座席指定券（1966年ごろ）

JR の急行列車ならびに普通列車（快速列車なども含む広義の意味での「普通列車」）の座席指定料金は、1958年に設定された。ただし、それ以前より以下の列車・車両については、以下の通りの事情があるため、座席指定制を採用していた。
- 寝台車 - 寝台を座席の一種と考えた場合、座席として1人用の寝台を使用する性格から共用が事実上不可能。
  - 開放式を含めた2人用寝台が制定時には使用されていないことによる。個室で定員2名のものは制定当時も存在したが、それでも1台のベッドを2人で共同使用することはできない。また、小児との共用は認められていた。寝台券参照のこと。
- 一部の急行列車に連結されていた特別二等車 - 座席自体の希少性による。現在の特急・急行用のグリーン座席指定席の原型。
- 特別急行列車 - 設定当時より、速達性を重視した列車であり、それに対応する設備を有する車両・座席の希少性及び長距離輸送を前提とした近距離・中距離利用者の分離。

設定当初このような座席指定料金は、観光列車における座席（着席）の保証のために発行された。当時は3等級制度を採用していたが、一般に広く連結されていた二等車及び三等車に設けた。設定当初は二等車と三等車（1960年より一等車・二等車）とで料金に差があったが、1969年の等級制度廃止により一等車の後身であるグリーン車では設定されず、普通車のみの適用となり、金額は制度上一元化された。
1970年3月24日までは、座席指定を受けた新幹線に乗り遅れた場合、その指定券は無効となっていた。同年3月25日より、座席指定を受けた新幹線の発車後であっても当日中に限り有効性を認め、後続の新幹線の座席指定券へ変更することができる取り扱いが始められた。
1974年になり、地域・時期による価格変動を導入、通常期・閑散期の制度もその際に制度中に含まれた。JR分立後もこの料金制度をそのまま基本的には引き継いでいるが、JR九州が蒸気機関車牽引による列車運行を始めた際にSL列車については割高に設定するなど、各会社により少しずつ変更されている。
現在は、原則当該列車が始発駅を発車する日の1か月前に当たる日（前月に同じ日がない場合は当月1日）の10時から発売されている。

#### 指定席の料金
| 会社および対象の車両・列車 | 会社および対象の車両・列車 | 期間           | 指定席料金 （こども半額） | 備考        |
| -------------------------- | --- | -------------- | ------------------------- | ----------- |
| JR北海道                   | 〔SL冬の湿原号〕用客車 | 運転日         | 1,680円                   |             |
| JR北海道                   | 〔ホームライナー〕 | 通年           | 530円                     | [ 注釈 4 ]  |
| JR北海道                   | 上記以外の列車 | 通年           | 840円                     | [ 注釈 4 ]  |
| JR東日本                   | 下記の列車の車両で運行される全列車 \| 列車区分 \| 列車名称等 \| \| -------- \| ---------------------------------------------------------------------------------------------------------------------------------------------------------------------------------------------------------------------------------- \| \| 列車 \| 以下の車両 - HIGH RAIL 1375 - 海里 - B.B.BASE - びゅうコースター風っこ - フルーティアふくしま - POKÉMON with YOUトレイン - リゾートしらかみ - 越乃Shu*Kura - おいこっと - リゾートビューふるさと - ひなび[注釈 5] - SATONO[注釈 5] \| \| 客車 \| 客車を連結して運行する全列車 - SL・EL・DLぐんま みなかみ - SL・EL・DLぐんま よこかわ - SLばんえつ物語[注釈 5] 等 \| | 運転日         | 840円                     |             |
| JR東日本                   | 上記以外の列車 | 閑散期         | 330円                     | [ 注釈 7 ]  |
| JR東日本                   | 上記以外の列車 | 閑散期以外の日 | 530円                     |             |
| - JR東海・JR四国・JR会社間 | - JR東海・JR四国・JR会社間 | 閑散期         | 330円                     | [ 注釈 9 ]  |
| - JR東海・JR四国・JR会社間 | - JR東海・JR四国・JR会社間 | 閑散期以外の日 | 530円                     |             |
| JR西日本                   | 〔「新快速」のAシート（指定席）〕車両 | 運転日         | 840円                     |             |
| JR西日本                   | 〔SLやまぐち号〕車両・〔DLやまぐち号〕車両 | 通年           | 1,680円                   |             |
| JR西日本                   | 上記以外の列車 | 閑散期         | 330円                     | [ 注釈 9 ]  |
| JR西日本                   | 上記以外の列車 | 閑散期以外の日 | 530円                     |             |
| JR西日本 JR四国            | 快速〔マリンライナー〕 | 通年           | 840円                     |             |
| JR九州                     | 〔SL人吉〕用客車などのJR九州内の客車列車 | 運転日         | 1,680円                   |             |
| JR九州                     | 上記以外の列車 | 通年           | 530円                     | [ 注釈 10 ] |
| 列車区分                   | 上記以外の列車 | 列車名称等     |                           |             |
| 列車                       | 以下の車両 - HIGH RAIL 1375 - 海里 - B.B.BASE - びゅうコースター風っこ - フルーティアふくしま - POKÉMON with YOUトレイン - リゾートしらかみ - 越乃Shu*Kura - おいこっと - リゾートビューふるさと - ひなび - SATONO |                |                           |             |
| 客車                       | 客車を連結して運行する全列車 - SL・EL・DLぐんま みなかみ - SL・EL・DLぐんま よこかわ - SLばんえつ物語 等 |                |                           |             |

新幹線含む特急列車に対する指定席特急料金は、時期によって最繁忙期・繁忙期・通常期・閑散期の4種類が存在し、上記と異なる。詳細は特別急行券の項中のシーズン別の指定席特急料金を参照されたい。

#### 指定料金券

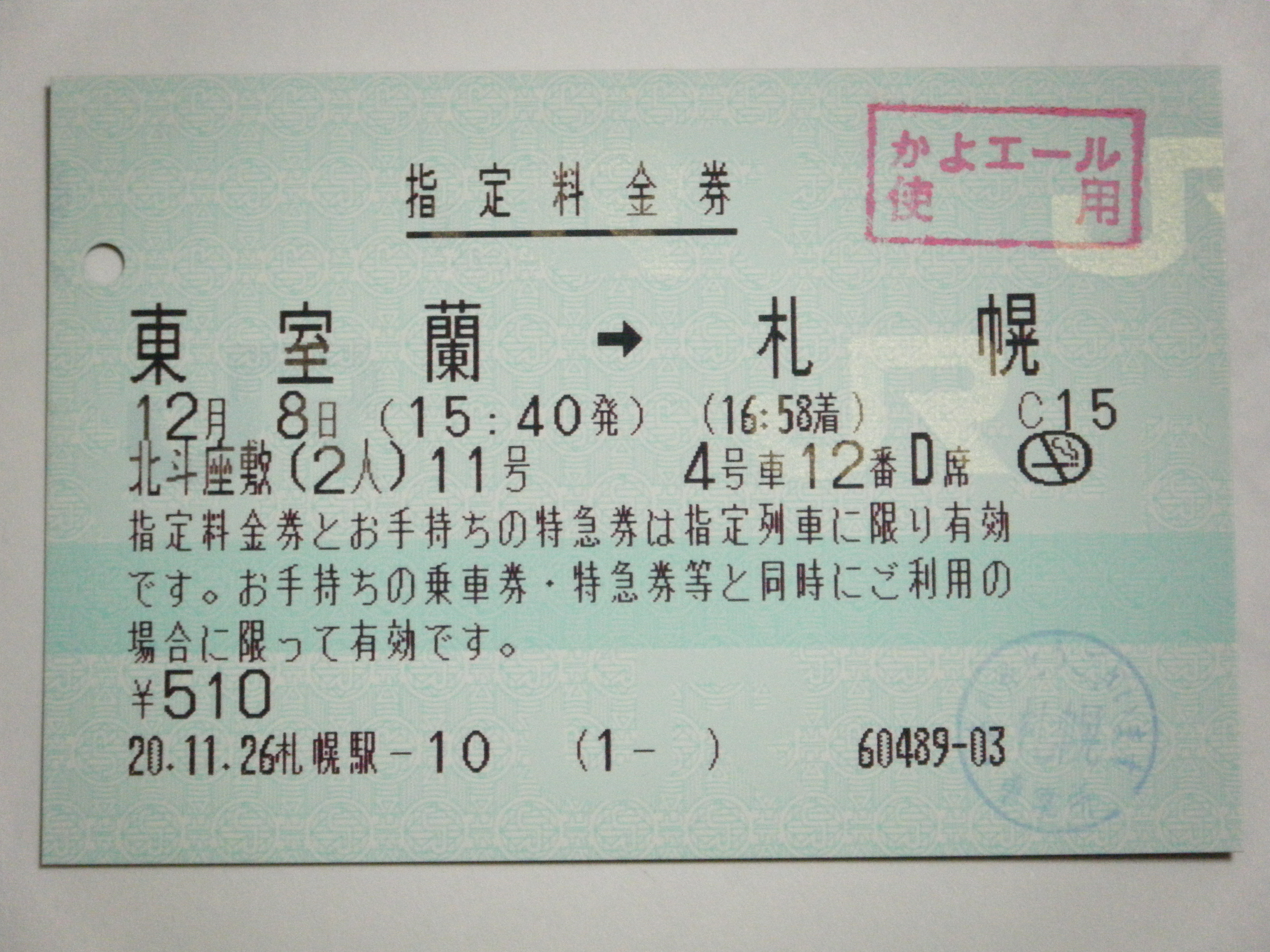
JR北海道内の指定料金券（料金が510円だったのは消費税が5%だった期間）

JR北海道・JR四国・JR九州の自社管内で発売される。特急列車において、急行・普通列車の指定席券と同様、座席の指定のみの効力を持つ。自由席特急券と別に指定料金券を購入することで、指定席特急券と同様に特急列車の普通車指定席を利用できる。また、特急の普通車自由席が利用できる特別企画乗車券において、指定料金券を別に購入することで普通車指定席を利用できるものもある。
なお、自由席特急券と通常の指定席券を組み合わせて特急の普通車指定席を利用することはできない。上記の指定料金券を発売していない区間において自由席特急券で特急の普通車指定席を利用したいときは、自由席特急券を指定席特急券に変更する必要がある。

### 私鉄

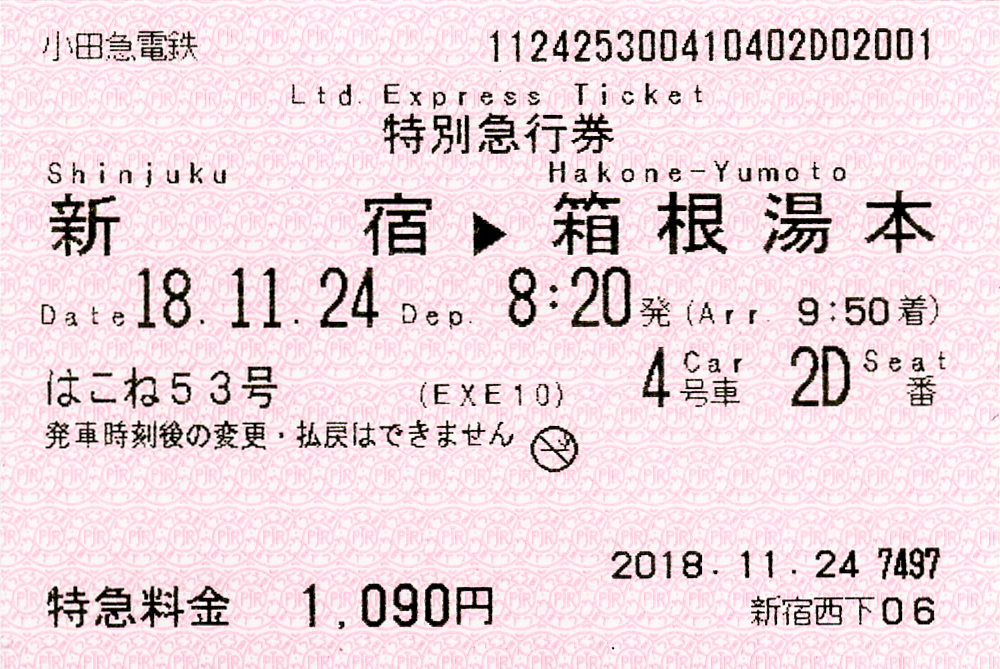
小田急電鉄 特別急行券
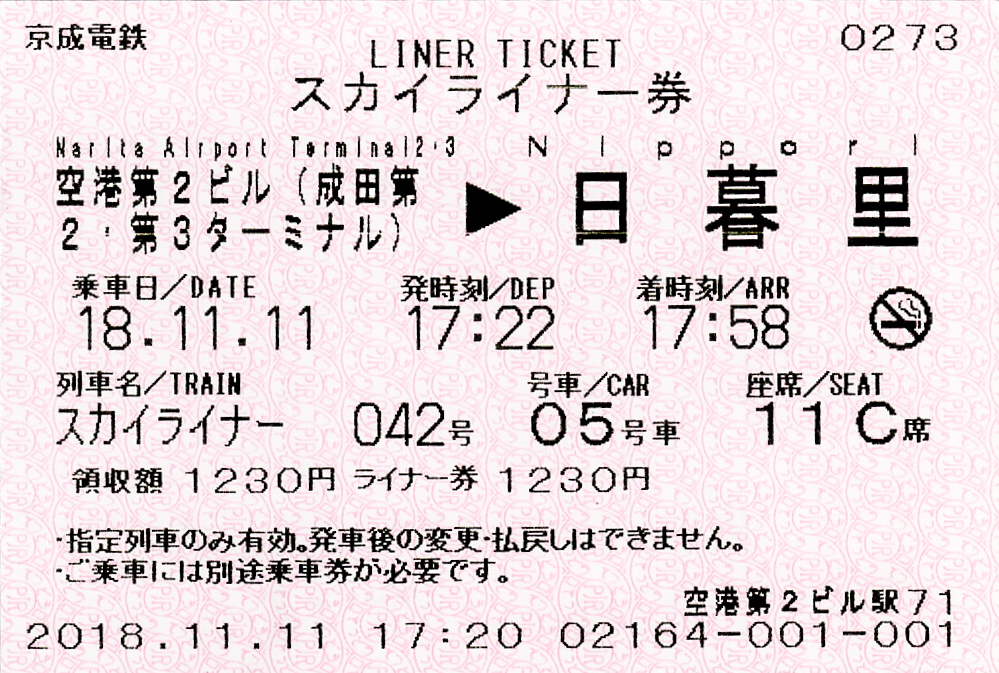
京成電鉄 スカイライナー券
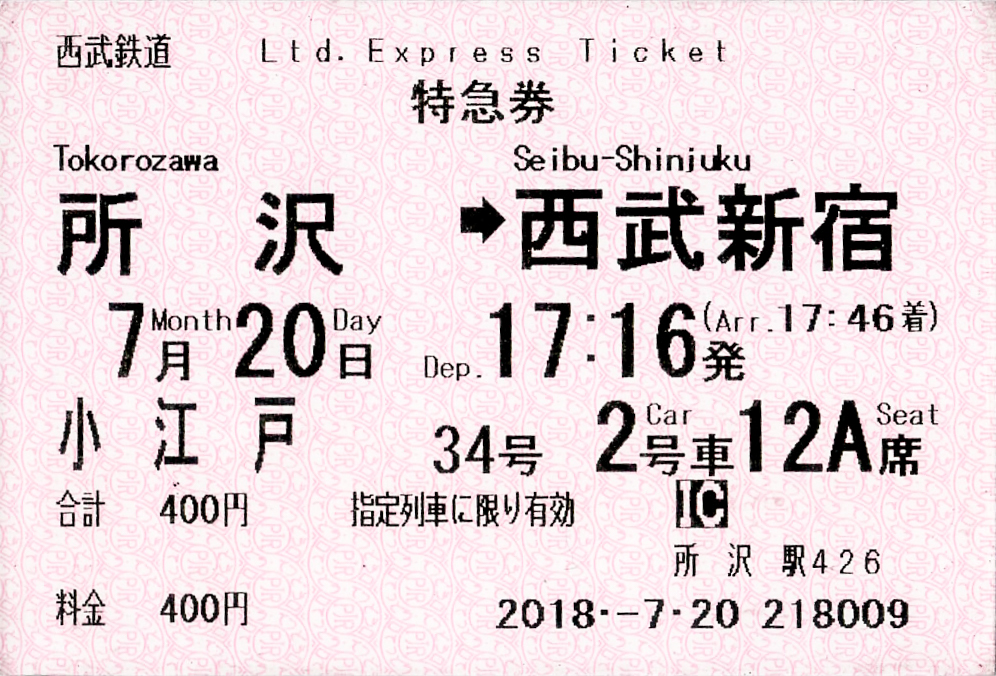
西武鉄道 特急券

私鉄の場合、運賃のほかに料金が必要な座席指定制の特別急行列車ないしは急行列車を設定している鉄道事業者のうち、大部分がその料金中に包含され、そのような特急券もしくは急行券が広義のこれに相当するが、多くの場合「座席指定券」の名称が用いられない。しかし例外的に、「座席指定券」の名称を用いる場合がある。
例として、以下のものがある。
東武鉄道
東武伊勢崎線と東京メトロ日比谷線で運行されている「THライナー」では運行開始時から、東武東上本線で運行されている「TJライナー」では座席定員制から座席指定制に変更された2019年3月16日より「座席指定券」の名称が用いられている。また、東武日光線系統で運行していた「快速急行」については、列車指定・座席指定のため、「座席指定券」を称していた。
名古屋鉄道
名古屋鉄道の快速特急・特急の「特別車両券」（ミューチケット）は、1999年まで「座席指定券」と称していた。現在も座席指定制が原則であるが、制度改正により利用実態に合わせた柔軟な運用を行えるようにした。

南海電気鉄道
南海電気鉄道の場合、南海本線特急「サザン」のみがこの扱いを行っている。ただし、名義上「座席指定券」と称している（「サザン」には運賃のみで乗れる自由席車も連結されている）。
なお、高野線特急「こうや」・「りんかん」や空港特急「ラピート」については、運行当初より現在に至るまで全車座席指定制を採っている。
富士急行
富士急行線の場合、フジサン特急の展望車である1号車と指定席の2号車に乗車するために特急券と別に必要となっている(3号車は自由席車両のため特急券のみ必要)。
- 小田急電鉄 特別急行券
- 京成電鉄 スカイライナー券
- 西武鉄道 特急券

## バス指定券
バスの場合、一般に保安上高速バスについて座席指定制を採用する場合が多いが、座席指定料金を運賃に含む方式となっており、乗車券と別立てとなった、狭義の指定券制度は希少である。しかし、一部のバス路線ではこれを追加する形で座席確保を行うものもあった。

### 国鉄バス・JRバス

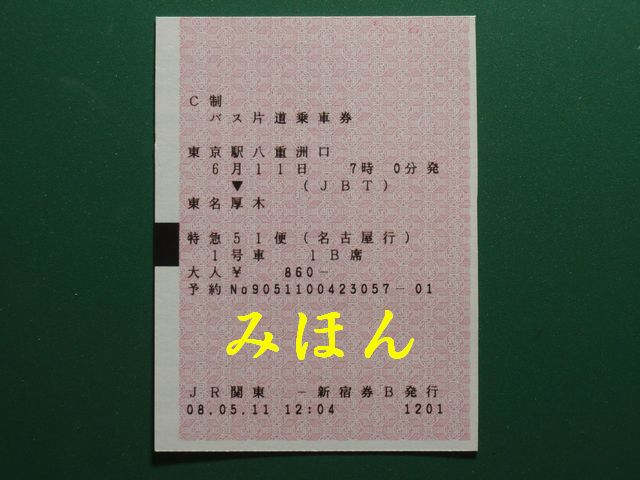
座席指定をされているバス乗車券

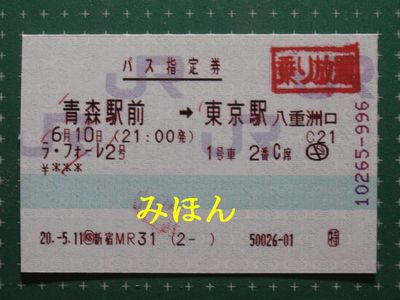
マルス発券のバス指定券

#### 都市間バス
国鉄バスにおけるバス指定券は、1969年4月に松山高知急行線の「なんごく号」において、42便合計1648席をマルスに収容したのが始まりである。当時はマルスがバス指定券に対応していなかったため、各便に急行料金の三角運賃表情報を付加する形式で発売を行なった。
同年5月からは、同年6月10日より運行を開始する東名・名神高速線の夜行便「ドリーム号」における6便合計648席を収容したが、この時からは運賃三角表情報を付加する形での発売となった。翌1970年7月からは東名高速線の一部便において団体予約を受け付けるために「エコー」便としてマルスに収容したが、座席確保のみが目的であったため運賃や料金情報の収録は行なわず、定数管理のみを行なった。1971年2月からは名神高速線においても一部便の団体予約のため「アロー」便としてマルスに収容した。
その後、分割民営化翌年のバス事業分社化と同時に「エコー」「アロー」についてはマルスへの収録は行なわなくなった。また、1990年6月6日乗車分から「ドリーム号」においてはバス指定券制度が廃止され、運賃の中に座席指定料金を含めるという通常の高速バスと同様の形態となった（しかし、周遊券（現「周遊きっぷ」）での往復で利用する場合、運賃に座席運賃が含まれないため、バス指定料金分の差額を別途利用券として徴収している）。その後も松山高知急行線「なんごく号」においては、バス指定券制度は継続されていたが、2001年12月20日限りで廃止となっている。

#### 観光路線
十和田北線においては、夜行列車に接続した十和田湖行きのバスとして「みずうみ号」「あさむし号」を運行していたが、バスの運行台数を決めるにあたっては現場での判断のみで行なっていたが、乗客数が想定より多い場合にバスの手配が困難になることもあった。このため、バスの運用台数を早期に把握した上でバスの運行台数を決定するために、1970年10月より十和田北線においてバス指定券の発売を開始した。その時は0円券で、十和田北線に有効となる乗車券類を所持または購入した際に発行していたが、「空のバスが駅前で待ちぼうけになるのでは?」と部内で話題になったという。その後、1975年2月からは防長線「はぎ号」、同年4月からは、十和田南線「とわだこ号」も同様の目的でマルスに収容した。
乗客数の把握が最大の目的であるため、通常の指定券と異なり満席になることはなく、乗客数把握のための乗車整理券という位置づけと同様である。その後一時期、バス指定券に200円の料金が設定されたこともあるが、2010年現在では座席指定券部分は0円で発行となっている。
また、上記以外にも、国鉄・JRバスが運行していた定期観光バスには、バス指定券形式での発行を行う例があった。

### その他の事例
- 岩手県北自動車の運行する都市間バス「106急行」では、スーパー特急乗車時に限り座席指定料金200円が設定されている。
- 特急「あさぎり」連絡の目的で東海自動車が運行した特急バス「スーパーロマンス号」では、1991年3月16日の運行開始から数年間は、通常の運賃に加えて座席指定料金200円が設定されていた。